# Mokadelic
I Mokadelic sono un gruppo musicale formatosi a Roma e attivo nella composizione di colonne sonore per il cinema, la TV e il teatro.
La loro musica varia da atmosfere post-rock e neo-psichedeliche a suggestioni ambient/elettroniche malinconiche e rarefatte, fino ad arrivare a sonorità dense di melodiche distorsioni e implacabili crescendo, creando vere e proprie sinfonie.
I loro lavori includono le colonne sonore di Gomorra - La serie (2014-2021), Citadel: Diana (2024), Django (2023), Romulus (2020), ACAB - All Cops Are Bastards (2012) e Sulla Mia Pelle (2018).

## Storia
Nel 2000 ha inizio la storia dei Mokadelic, con il nome Moka. Durante l'inverno avviene l'incontro tra i quattro membri originari Alessio Mecozzi, Cristian Marras, Alberto Broccatelli e Maurizio Mazzenga, con la conseguente creazione di una serie di improvvisazioni strumentali (Moka EP).
Nel 2002 esce il primo CD autoprodotto I Plan on Leaving Tomorrow. I brani dell'album sono trasmessi da varie emittenti radiofoniche nazionali e recensiti da diverse riviste specializzate e webzine. Nel corso degli anni vari brani sono inseriti in compilation a livello nazionale (rivista Rock Star, Cronache da una spirale di Polyester, rivista Losing Today, manifestazione MarteLive, manifestazione Fuoriscena, Clouds della Raise Records) e la band condivide il palco live con gruppi di livello internazionale (tra gli altri Explosions in the sky, Mono, Ulan Bator, Tarentel, Giardini di Mirò, port-royal, Murcof).
Nel 2004 iniziano la loro collaborazione con il cinema, componendo la colonna sonora del cortometraggio Dove dormono gli aerei che costituisce, insieme ad altri corti, il film Bambini (Pablo Distribuzione).
Nel 2006 viene portato a compimento il nuovo album in studio Hopi, la cui copertina, come il precedente lavoro, è disegnata dall'illustratrice Susanna Campana. Due brani tratti dal CD compongono la colonna sonora del cortometraggio Fib1477, in concorso alla 63ª Mostra internazionale d'arte cinematografica di Venezia. Durante questo periodo avviene anche la costituzione del nucleo attuale della band: la collaborazione con Luca Novelli diviene più stabile e parte integrante delle attività del gruppo, sia in studio che live.
Il 2008 è un anno importante per la band, un periodo di cambiamenti e avvenimenti. La prima novità è nel nome, che da Moka si modifica in Mokadelic. In seguito il musicista Niccolò Fabi propone al gruppo di fare parte del progetto Violenza 124, e così i Mokadelic registrano il brano Red July presso lo studio Forum Music Village di Roma con il supporto alla regia di Gianluca Vaccaro. Ai Mokadelic è anche affidata, dal regista Gabriele Salvatores, la composizione della colonna sonora originale del film Come Dio comanda, tratto dall'ultimo omonimo romanzo di Niccolò Ammaniti. La band compone ed esegue l'intera colonna sonora originale, ottenendo la nomination come miglior colonna sonora ai Nastri d'argento 2009.
Prosegue la collaborazione con il cinema, i Mokadelic arrangiano la colonna sonora originale del film MarPiccolo di Alessandro Di Robilant, prodotto dalla Overlook Production, e compongono le musiche per i cortometraggi Paul Bonacci e The Eater di Alessio Pasqua.
Il gruppo suona nel brano Parti di me, incluso nell'album di Niccolò Fabi Solo un uomo.
Nel 2011 i Mokadelic firmano la colonna sonora originale del film di Stefano Sollima ACAB - All Cops Are Bastards prodotto da Cattleya e tratto dall'omonimo libro di Bonini.
Il film Pulce non c'è di Giuseppe Bonito (tratto dall'omonimo libro di Gaia Rayneri), di cui i Mokadelic hanno composto l'intera colonna sonora, è in concorso al Festival Internazionale del Film di Roma 2012 nella sezione Alice nella città. Il film vince il premio speciale della giuria.
Nel 2013 compongono la colonna sonora originale della prima stagione di Gomorra - La serie, regia di Stefano Sollima, Francesca Comencini e Claudio Cupellini, che verrà poi riutilizzata per le successive stagioni. La serie, in Italia trasmessa da Sky Atlantic, è stata venduta in più di cinquanta paesi tra cui Germania, Francia, Scandinavia, Regno Unito, America Latina e Stati Uniti d'America.
Nel 2017 esce, sui principali digital store, il nuovo album Chronicles,  il compimento di un viaggio in equilibrio tra minimalismo e psichedelia. Cinema e immagini ispirano questo duplice mondo visionario: il Volume 1 di ispirazione post-rock e il Volume 2 di ispirazione elettronica. Il 14 ottobre è disponibile anche in formato doppio CD e doppio vinile per Goodfellas Records.
I Mokadelic sonorizzano il padiglione italiano dell'Expo Astana 2017, programmato dal 10 giugno al 10 settembre 2017 nella capitale del Kazakistan.
Nel 2018 i Mokadelic compongono l'intera colonna sonora del film Sulla mia pelle di Alessio Cremonini. Il film, selezionato come film d'apertura della sezione "Orizzonti" alla 75ª Mostra internazionale d'arte cinematografica di Venezia, racconta l'ultima settimana di vita di Stefano Cucchi, interpretato da Alessandro Borghi. I Mokadelic sono tra i candidati ai Premi David di Donatello 2019, nella sezione Migliore Musicista, per la colonna sonora originale del film.
Nel 2019 i Mokadelic sono impegnati in vari progetti: la composizione della colonna sonora della quarta stagione di Gomorra - La serie, della serie thriller Sanctuary e dei film Mollami e L'immortale.
Nel 2020 la band compone la colonna sonora di due grandi serie Tv: Romulus (Sky Original, regia di Matteo Rovere, Enrico Maria Artale e Michele Alhaique) e La Garçonne (produzione francese trasmessa su France2, regia di Paolo Barzman). Inoltre i Mokadelic sono impegnati nella colonna sonora originale del film The Shift, opera prima di Alessandro Tonda, in concorso alla Festa del Cinema di Roma.
Il 2021 è l'anno di uscita di Apocalysm, il nuovo album dei Mokadelic. 8 tracce inedite, sospese tra post-rock, ambient ed elettronica, in cui è centrale il tema del rapporto tra uomo e natura. La band è inoltre impegnata nella lavorazione della colonna sonora della stagione finale di Gomorra - La serie e nella composizione delle musiche originali del documentario su Marco Simoncelli SIC, diretto da Alice Filippi.

## Membri
- Alessio Mecozzi
- Cristian Marras
- Alberto Broccatelli
- Maurizio Mazzenga
- Luca Novelli

## Colonne sonore

### Cinema
- Dove dormono gli aerei, regia di Alessio Maria Federici – cortometraggio (2004)
- Fib1477, regia di Lorenzo Sportiello – cortometraggio (2006)
- Marpiccolo, regia di Alessandro Di Robilant (2009)
- Paul Bonacci, regia di Alessio Pasqua – cortometraggio (2009)
- In Zona Mia, regia di Alessandro Ferroni ed Elisabetta Angelillo – documentario (2010)
- The Eater, regia di Alessio Pasqua – cortometraggio (2010)
- George and the Fly, regia di Tori White – cortometraggio (2011)
- Come Dio comanda, regia di Gabriele Salvatores (2008)
- Pulce non c'è, regia di Giuseppe Bonito (2012)
- ACAB - All Cops Are Bastards, regia di Stefano Sollima (2012)
- La corsa de l'Ora, regia di Antonio Bellia (2017)
- Sulla mia pelle, regia di Alessio Cremonini (2018)
- L'immortale, regia di Marco D'Amore (2019)
- Mollami, regia di Matteo Gentiloni (2019)
- The Shift, regia di Alessandro Tonda (2020)
- SIC, regia di Alice Filippi – documentario (2021)
- The Paradox Effect, regia di Scott Weintrob (2023)
- Giovanni Soldini, il mio giro del mondo - documentario (2025)
- Invisibili, regia Di Ambra Principato (2025)

### Televisione
- Gomorra - La serie – serie TV, 58 episodi (2014-2021)
- Himmelsdalen / Sanctuary, regia di Enrico Maria Artale e Óskar Thór Axelsson – miniserie TV (2019)
- La Garçonne, regia di Paolo Barzman – miniserie TV (2020)
- Romulus – serie TV, 10 episodi (2020)
- Più forti del destino, regia di Alexis Sweet - miniserie TV (2022)
- Django, regia di Francesca Comencini, Enrico Maria Artale – miniserie TV (2023)
- Citadel: Diana – serie TV, 6 episodi (Amazon Prime, 2024)
- ACAB - La serie – serie TV (2025)

### Album
- 2001 - Moka EP (come Moka)
- 2003 - I Plan on Leaving Tomorrow (come Moka)
- 2006 - Hopi (come Moka)
- 2016 - Chronicles
- 2021 - Crolli - Colonna sonora del''omonimo spettacolo di danza contemporanea.
- 2021 - Apocalysm
- 2024 - Gong - Colonna sonora dell'omonimo spettacolo di danza contemporanea.

### Collaborazioni
- 2009 - I Mokadelic suonano nel brano Parti di me, contenuto nell'album Solo un uomo di Niccolò Fabi.
- 2016 - Composizione del brano La prima ora, contenuto nell'album Col sangue di Ntò.
- 2020 - Composizione di Nastro magnetico, brano scritto insieme a Lucio Leoni, contenuto nel suo album Dove sei pt.2.
- 2023 - The Time Experience Project - Who To Love, album composto e arrangiato insieme a Dave Stewart degli Eurythmics, feat. Greta Scarano.

### Sound design
- 2017 - Sonorizzazione dell'intero padiglione italiano Expo 2017 - Astana, Kazakistan
- 2019 - Sonorizzazione del cortometraggio The Naked Truth di Enrico Maria Artale per la mostra Bacon, Freud, la scuola di Londra c/o il Chiostro del Bramante di Roma, in collaborazione con la Tate Gallery di Londra.

### Teatro - Danza
- 2008/2009 - Ancora sulla cattiva strada - Auditorium Parco della musica di Roma e Noir Film Festival di Courmayeur - jam session di parole, immagini e musica che Gabriele Salvatores ha concepito partendo dalle suggestioni e dai ricordi del suo nuovo film Come Dio Comanda. In scena, insieme al regista e ai protagonisti del film Alvaro Caleca, Elio Germano e Filippo Timi, i Mokadelic.
- 2011 - La fine di San Pietroburgo - Palazzo delle Esposizioni di Roma - Sonorizzazione live del film di Vsevolod Pudovkin
- 2014 - Ritratto di una Capitale - Teatro Argentina di Roma - un progetto di Antonio Calbi e Fabrizio Arcuri, regia di Fabrizio Arcuri
- 2015 - Ritratto di una Capitale - Teatro Argentina di Roma - regia di Fabrizio Arcuri
- 2017 - L'uomo dal cervello d'oro - Teatro Parioli di Roma - Regia di Alessia Gatta, spettacolo di danza contemporanea di [RITMI SOTTERRANEI]
- 2017 - Ritratto di una nazione - Teatro Argentina di Roma - regia di Fabrizio Arcuri
- 2021 - Crolli - Teatro Brancaccio di Roma - Regia di Alessia Gatta, coproduzione OTI - Officina del Teatro Italiano e Matrice N, spettacolo di danza contemporanea.
- 2024 - Cuore Puro - Todi Festival - Spettacolo teatrale tratto dall'omonimo racconto di Roberto Saviano - Scrittura e regia di Mario Gelardi
- 2024 - Gong - Teatro Brancaccio di Roma durante il Futuro Festival - Regia di Alessia Gatta // Ritmi Sotterranei
- 2025 - Festival delle Letterature - Sonorizzazione live di tutte le serate del Festival c/o Stadio Palatino di Roma

### Pubblicità
- 2014 - Gucci, Gucci Tastemakers: Jack Guinness
- 2015 - Volkswagen, radio comunicato Polo
- 2016 - Bottega Veneta

### Partecipazione a compilation
- 2004 - Rock star - Made in Italy
- 2005 - Cronache da una spirale
- 2006 - Losing Today
- 2006 - Fuoriscena compilation
- 2007 - Clouds EP
- 2008 - Snob Night Session
- 2008 - Violenza 124